# Consejo de Liberales y Demócratas Asiáticos
El Consejo de Liberales y Demócratas Asiáticos (CLDA) es una organización regional de partidos políticos liberales democráticos en Asia.

## Antecedentes
El Consejo fue creado el 15 de octubre de 1993, en una reunión en Taipéi, Taiwán. Hay nueve partidos miembros, un miembro asociado y un partido con estatus de observador. Actualmente, muchos demócratas en Asia tienen una relación con el CLDA. El CLDA también ha abierto su membresía a personas de ideas afines y se relaciona regularmente con partidos políticos no miembros de Japón y Corea del Sur con los que comparte los mismos valores democráticos. El Partido Democrático de Japón es uno de los ejemplos. Por otro lado, para la comodidad de los miembros particulares, también aceptan miembros individuales como la situación en Hong Kong. El Partido Democrático de Hong Kong está representado en el CLDA por Martin Lee y Sin Chung Kai. El tercer miembro individual del CLDA fue el expresidente de Indonesia, Abdurrahman Wahid (1940-2009). Aung San Suu Kyi y Corazón Aquino (1933-2009) son miembros honorarios del CLDA.
El gobierno comunista de la República Popular China impuso duras sanciones al CLDA.

## Miembros de pleno derecho
| País      | Nombre                                    | Gobierno                              | Posición política        |
| --------- | ----------------------------------------- | ------------------------------------- | ------------------------ |
| Camboya   | Movimiento de Rescate Nacional de Camboya | En el exilio                          | Centro                   |
| Filipinas | Partido Liberal de Filipinas              | En oposición                          | Centro a centroizquierda |
| Indonesia | Partido Democrático Indonesio-Lucha       | Socio mayor en coalición de gobierno  | Centroizquierda          |
| Indonesia | Partido del Despertar Nacional            | Socio junior en coalición de gobierno | Centro                   |
| Malasia   | Partido del Movimiento Popular Malasio    | En el gobierno                        | Centro                   |
| Mongolia  | Voluntad Cívica - Partido Verde           | Oposición extraparlamentaria          | Centro                   |
| Singapur  | Partido Demócrata de Singapur             | Oposición extraparlamentaria          | Centro a centroizquierda |
| Tailandia | Partido Demócrata de Tailandia            | Socio junior en coalición de gobierno | Centro o centroderecha   |
| Taiwán    | Partido Progresista Democrático           | En el gobierno                        | Centro a Centroizquierda |

## Partidos observadores
| País     | Nombre                                      | Gobierno           | Posición política        |
| -------- | ------------------------------------------- | ------------------ | ------------------------ |
| Birmania | Liga Nacional para la Democracia            | Bajo junta militar | Centro a centroizquierda |
| Japón    | Partido Democrático Constitucional de Japón | En oposición       | Centro a centroizquierda |